# Кубокава, Кадзуо
| Открытые астероиды: 1 Открытие сделано совместно с Окуро Оикавой | Открытые астероиды: 1 Открытие сделано совместно с Окуро Оикавой |
| ---------------------------------------------------------------- | ---------------------------------------------------------------- |
| (1139) Атами                                                     | 1 декабря 1929                                                   |

Кадзуо Кубокава (яп. 窪川 一雄 Кубокава Кадзуо, 1903 — 3 декабря 1943) —  японский астроном-любитель и первооткрыватель астероидов, который является одним из пионеров любительской астрономии в Японии. В декабре 1929 года в Токийской обсерватории совместно с другим японским астрономом Окуро Оикавой открыл астероид (1139) Атами. Позже в 1934 году в той же обсерватории занимался наблюдением метеоров.
Во время японской оккупации Тайваня с 1938 года занимал пост президента тайваньского филиала астрономической ассоциации. Работал инженером на метеорологической станции в Тайбэе.
В знак признания её заслуг одному из астероидов было присвоено его имя (6140) Кубокава. В 1942 году началось строительство обсерватории на вершине горы Юйшань, строительство которой было остановлено в 1943 году после его смерти.